# Список депутатов Верховного Совета Казахской ССР XI созыва
Депутаты Верховного Совета Казахской ССР XI созыва (1985—1990). Избраны на выборах Верховного Совета Казахской ССР 1985 года. Был избран 24 февраля 1985 года и функционировал до ? 1990 года.

## Город Алма-Ата
1. Голубкин, Евгений Фёдорович, генеральный директор Алма-Атинского хлопчатобумажного комбината имени 50-летия Октября. Западный округ № 1.
2. Шилкина, Валентина Григорьевна, бригадир участка плавленых сыров Алма-Атинского гормолзавода № 1. Сайранский округ № 2.
3. Шалов, Анатолий Фёдорович, заведующий Отделов административных органов ЦК Компартии Казахстана, Джандосовский округ № 3.
4. Давлетова, Людмила Ельматовна, заведующая к лёгкой промышленности и товаров народного потребления ЦК Компартии Казахстана, Сатпаевский округ № 4.
5. Абишева, Жумакул Абилкасимовна, студентка Алма-Атинского института народного хозяйства. Комсомольский округ № 5.
6. Ниязбеков, Шакен Онласынович, председатель"Союза художников Казахстана. Орджоникедзевский округ № 6.
7. Мурзалиев, Кадыр Гинаятович, писатель. Северный № 7.
8. Исмагулов, Жумагали, директор Информационного агентства при Совете Министров Казахской ССР. Гайдаровский округ № 8.
9. Гриднева, Людмила Александровна, монтажница проходной связи головного завода Алма-Атинского производственного объединения по переработке пластмасс «Кзыл ту». Тастакский округ № 9.
10. Джолдасбеков, Умирбек Арисланович, ректор Казахского государственного университета имени Кирова. Вузовский округ № 10.
11. Мусрепов, Габит Махмудович, писатель. Дзержинский округ № 11.
12. Есмагамбетова, Балшекер Шолановна, бригадир СМУ-39 треста «Алмаатаотделстрой». Гагаринский округ № 12.
13. Красиков, Юрий Кириллович, начальник Главного территориального управления при Совете Казахской ССР по строительству в г. Алма-Ате и Алма-Атинской области. Тимирязевский округ № 13.
14. Едильбаев, Булат Измухамедович, первый секретарь Ленинского райкома Компартии Казахстана. Горьковский округ № 14.
15. Алексеева, Валентина Алексеевна, сверловщица Алма-Атинского машиностроительного завода С. М. Кирова. Промышленный округ № 15.
16. Мадорная, Галина Адамовна, швея-мотористка Алма-Атинского производственного швейного объединения имени 1 Мая. Привокзальный округ № 16.
17. Сейдалин, Рустем Аббасович, заместитель председателя Государственного комитета Казахской ССР по делам строительстве, председатель правления Союза архитекторов Казахстана. Панфиловский округ № 17.
18. Поцелуев-Снегин, Дмитрий Фёдорович, писатель. Джетысуский округ № 18.
19. Кобжасаров, Кудайберген Дюсенович, начальник Управления Алма-Атинской железной дороги. Железнодорожный округ № 19.
20. Кулибаев, Аскар Алтынбекович, председатель исполкома Алма-Атинского городского Совета народных депутатов. Майский округ № 20.
21. Нургалиев, Сагингали Кушенович, командир воздушного судна ИЛ-62 Алма-Атинского объединённого авиаотряда. Аэропортовский округ № 21.
22. Кадыржанов, Эркин Камалович, директор Алма-Атинского электротехнического завода. Элеваторский округ № 22.
23. Сауранбеков, Тельман Еркинбекович, заведующий Отделом зарубежных связей ЦК Компартии Казахстана. Коммунистический округ № 23.
24. Баймурзаев, Орысбай Жубаевич, начальник Главного архитектурно-планировочного управления Алма-Атинского горисполкома, главный архитектор города Алма-Аты. Джамбулской округ № 24.
25. Кочкин, Геннадий Владимирович, член Военного совета — начальник Политуправления Краснознаменного Среднеазиатского военного округа. Кировский округ № 25.
26. Карпенко, Марина Борисовна, помощник машиниста окантовочной машины фабрики книги производственного объединения полиграфических предприятий «Китап». Заводской округ № 26.
27. Ахметов, Заки Ахметович, вице-президент Академии наук Казахской ССР. Медеуский округ № 27.
28. Резникова, Лариса Фёдоровна, бригадир индивидуального пошива и ремонта одежды фирмы «Казахстан». Абайский округ № 28.
29. Мещеряков, Юрий Алексеевич, второй секретарь Алма-Атинского горкома Компартии Казахстана. Пролетарский округ № 29,

## Алма-Атинская область
1. Кунаев, Динмухамед Ахмедович, член Политбюро ЦК КПСС, первый секретарь ЦК Компартии Казахстана. Баканасский округ № 30.
2. Муратбеков, Саин, писатель. Каракастекскии округ № 31.
3. Имамадиев, Бейсехан Жуатаевич, табунщик колхоза имени Ленина Джамбулского района Узунагачский округ № 32.
4. Шулико, Георгий Викентьевич, второй секретарь Алма-Атинского обкома Компартии Казахстана. Фабричный округ № 33.
5. Звонова, Мария Сергеевна, телятница совхоза «Илийский» Илийского района. Жетыгенский округ № 34.
6. Токарева, Мария Филипповна, тепличница теплично-парникового совхоза «Алма-Атинский» Илийского района. Энергетический округ № 35.
7. Медеубеков, Кийлыбай Усенович, председатель президиума Восточного отделения ВАСХНИЛа. Бурундакский округ № 36.
8. Яцына, Елена Ефремовна, бригадир опытного хозяйства Казахского научно-исследовательского института земледелия. Каскелеyский округ № 37.
9. Дырдин, Олег Васильевич. первый секретарь Каскеленского райкома Компартии Казахстана, Каменский округ № 38.
10. Дюсюмбекова, Агиба, доярка гос племзавода «Аксай» Каскеленского района. Ленинский округ № 39.
11. Сергеев, Александр Валентинович, тракторист совхоза «Джетысу» Каскеленского района. Ново-чемолганский округ № 40.
12. Аманханова, Бакаш, механизатор опытного хозяйства имени 50-летия Казахской ССР Кегенского района. Кегенский округ № 41.
13. Мамбетов, Болат Рабатович, председатель исполкома Кегенского районного Совета народных депутатов. Жаланашский округ № 42.
14. Умирбеков, Умиртай, старший чабан совхоза имени 60-летия СССР Куртинского района. Куртинский округ № 43.
15. Чинибеков, Нурлан Жуманович, директор совхоза «40 лет Октября» Нарынкольского района. Нарынкольский округ № 44,
16. Сариева, Таукуль Жайлаубековна. чабан колхоз за имени Ленина Нарынкольского района. Сарыжазский округ № 45.
17. Кушенова, Раушан Джумабековна, овощевод колхоза имени Калинина Талгарского района. Дзержинский округ № 46.
18. Ронжин, Александр Геннадьевич, скотник совхоза «Алма-Атинский» Талгарского района. Панфиловский округ № 47.
19. Ушакова, Ольга Васильевна. оператор инкубационного цеха Джалкамысской птицефабрики Талгарского района. Фрунзенский округ № 48.
20. Курбанов, Тилвалди, главный агроном колхоза «Ильтыз» Уйгурского района. Большеаксуский округ № 49.
21. Досполов, Долда, министр юстиции Казахской ССР. Чунджинский округ № 50.
22. Жаданов, Сабит Хаирович, постоянный представитель Совета Министров Казахской ССР при Совете Министров СССР. Чиликский округ № 51.
23. Узбекова, Загила Адембаевна, рабочая табачной бригады совхоза «Корамский» Чилийского района. Каратурыкский округ № 57
24. Дунаева, Сабиля Исмаиловна, звеньевая овощеводческого звена учебно-опытного хозвйства «Джанашарское» Энбекшиказахского района. Александровский округ № 53.
25. Беляков, Владимир Павлович, председатель исполкома Алма-Атинского областного Совета народных депутатов, Иссыкский округ № 54,
26. Нургожаева, Гульбершин Жумабаевна, звеньевая виноградарской бригады совхоза «Гигант» Энбекшиказахского района. Тургенский округ № 55.
27. Сидоренко, Любовь Львовна, сварщица Капчагайского сельского строительного комбината. Капчагайский округ № 54.
28. Тлендиев, Нургиса Атабаевич, художественный руководитель, главный дирижёр республиканского фольклорно-этнографического оркестра «Отрар-сазы». Талгарский округ № 57.

## Актюбинская область
1. Ткачева, Любовь Георгиевна, директор Актюбинском производственного трикотажного объединение имени XXVI съезда КПСС. Актюбинский — Калининский округ № 58.
2. Турганбаев, Рымбек, начальник Управления Западно-Казахстанской железной дороги, Актюбинский железнодорожный округ № 59.
3. Пащенко, Пелагея Константиновна, аппаратчица цеха № 2 Актюбинском завода хромовых соединений. Актюбинский — Ленинский округ № 60.
4. Казиева, Жибек Казиевна, машинистка-заверточница Актюбинской кондитерской фабрики. Актюбинский округ № 61.
5. Карпова, Галина Викторовна, маляр специализированного управления «Отделстрой» треста "Актюбжилстрой". Актюбинский — Фрунзенский округ № 62.
6. Кульярова, Нина Эдуардовна, мастер машинного доения совхоза «Пригородный» Актюбинском района. Актюбинский сельский округ № 63.
7. Клевцов, Николай Никитович, министр заготовок Казахской ССР. Алгинский округ № 64.
8. Жартыбаев, Кушкарбай, старший чабан совхоза «Диярский» Байганинского района. Байганинский округ № 65.
9. Миллер, Фридрих Готфридович, председатель правления колхоза «Земледелец» Исатайского района. Исатайский округ № 64.
10. Караваев, Анатолий Родионович, министр автомобильного транспорта Казахской ССР. Карабутакский округ № 67.
11. Явдошин, Анатолий Архипович, тракторист совхоза «Ярославский» Комсомольского района. Комсомольский округ № 68.
12. Мухамбетов, Айсагалий Абылкасымович, второй секретарь Актюбинском обкома Компартии Казахстана. Ленинский округ № 69.
13. Трофимов, Юрий Николаевич, первый секретарь Актюбинском обкома Компартии Казахстана. Мартукский округ № 70.
14. Зражевская, Галина Семеновна, учительница средней школы № 2 города Эмбы. Мугоджарский округ № 71.
15. Кобелева, Наталья Михайловна, отсадчица дробильно-обогатительной фабрики Донского горно-обогатительного комбината. Новороссийский округ № 72.
16. Сагинтаев, Сапар Сагинтаевич, председатель исполкома Актюбинского областного Совета народных депутатов. Октябрьский округ № 73.
17. Мусин, Курган Нурханович, министр сельского строительства Казахской ССР. Темирский округ № 74.
18. Бекмухамбетов, Ануар Киреевич, первый секретарь Уилском райкома Компартии Казахстана. Уилский округ № 75.
19. Луценко, Иван Константинович, первый секретарь Хобдинского райкома Компартии Казахстана. Хобдинский округ № 74.
20. Изюмников, Виктор Карпович, управляющий делами Совета Министров Казахской ССР. Челкарский городской округ № 77.
21. Кобландин, Нагим, директор совхоза «Тогузский» Челкарского района. ЧелкарскИй сельский округ № 78.

## Восточно-Казахстанская область
1. Шейко, Юрий Константинович, первый секретарь Усть-Каменогорского горкома Компартии Казахстана. Усть-Каменогорский округ № 79.
2. Кырыкбаев, Замза Кадылшанович, водитель Усть-Каменогорского автобусного парка № 1. Центральный округ № 80.
3. Кислякова, Валентина Владимировна, заведующая отдалением больницы скорой медицинской помощи г. Усть-Каменогорска. Ушановский округ № 81.
4. Козина, Любовь Ивановна, прядильщица Усть-Каменогорского комбината шелковых тканей имени 40-летия СССР. Аблакетский округ № 82.
5. Солодков, Иван Григорьевич, бригадир электролизников первого цеха Усть-Каменогорского титано-магниевого комбината имени 50-летия Октябрьской революции. Согринский округ № 83.
6. Зайцев, Анатолий Михайлович, министр лесного хозяйстве Казахской ССР. Заульбинский округ № 84.
7. Чакабаев, Сакен Ержанович, министр геологии Казахской ССР. Усть-Каменогорский промышленный округ № 85.
8. Левченко, Надежда Ивановна, крановщица цеха № 3 Восточно-Казахстанского машиностроительного завода имени 50-летия СССР. Ленинский округ № 84.
9. Марченко, Михаил Аверьянович, бригадир плотников бетонщиков строительного управление «Заводстрой» треста «Алтайсвинецстрой». Октябрьский округ № 87.
10. Карпунин, Юрий Аркадьевич, бортмеханик самолёта «ИЛ-14» Усть-Каменогорского объединённого авиаотряда, Защитинский округ № 88
11. Султанов, Куаныш Султанович, заведующий Отделом организационно партийной работы ЦК Компартии Казахстана. Горняцкий округ № 89.
12. Шуверова, Любовь Семёновна, оператор Лениногорского городского узла связи. Лениногорский округ № 90.
13. Шемонаев, Василий Иванович, бурильщик Лениногорской геологоразведочной экспедиции Восточно-Казахстанского производственного геологического объединения. Шахтёрский округ № 91.
14. Думанов, Иван Иванович, директор Лениногорского полиметаллического комбината, Ульбастроевский округ № 92.
15. Дианова, Татьяна Ивановна, флотатор обогатительной фабрики Зыряновского свинцового комбината. Зыряновский горняцкий округ № 93.
16. Платаев, Андрей Георгиевич, министр внутренних дел Казахской ССР. Зыряновский строительным округ. № 94.
17. Чернова, Ольга Дмитриевна, литейщик Усть-Каменогорского цементного завода. Серебрянский округ № 95.
18. Абенов, Нигмет Конуржанович, председатель исполкома Восточно-Казахстанского областного Совета народных депутатов Большенарымский округ № 96.
19. Крючков, Николай Андреевич, председатель правления колхоза имени Кирова Глубоковского района. Глубоковский округ № 97.
20. Андреева, Екатерина Сергеевна (депутат), механизатор совхоза «Веселовский» Глубоковского района. Предгорненский округ № 98.
21. Бозтаев, Кешрим Бозтаевич, второй секретарь Восточно-Казахстанского обкома Компартии Казахстана. Белоусовский округ № 99.
22. Ошлакова, Татьяна Юрьевна, птичница оператор птицефабрики «Черемшанская» имени 60 летия СССР Глубоковского района. Бобровский округ № 100.
23. Корыкбасова, Назигуль, старший чабан совхоза «Кендерлыкский» Зайсанского района. Зайсанский округ № 101.
24. Кумарова, Айна Ивановна, доярка совхоза «Соловьевский» Зыряновского района. Зыряновский сельский округ № 102.
25. Донсков, Владимир Семёнович, начальник войск Краснознаменного Восточного пограничного округа КГБ СССР. Катон-Карагайский округ № 103.
26. Ашимов, Байкен Ашимович, Председатель Президиума Верховного Совета Казахской ССР. Курчумский округ № 104.
27. Сакешов, Совет Рахимбаевич, первый секретарь Маркакольского райкома Компартии Казахстана. Маркакольский округ № 105.
28. Пойдо, Владимир Иванович, звеньевой механизированного звена колхоза имени Ленина Самарского района. Самарский округ № 106.
29. Марцефей, Алексей Матвеевич, бригадир полеводческой бригады Восточно-Казахстанского совхоза; техникума Таврического района. Таврический округ № 107.
30. Альдербаев, Молдан Альдербаевич, министр лесной и деревообрабатывающей промышленности Казахской ССР. Тарбагатайский округ № 108.
31. Толеуова, Жаныл Газезовна, механизатор совхоза «Уланский» Уланского района. Уланский округ № 109.
32. Кузнецов, Сергей Анатольевич, первый секретарь Шемонаихинского райкома Компартии Казахстана. Шемонаихинский округ № 110.
33. Манихин, Владимир Павлович, актёр Государственного академического русского театра драмы имени М. Ю. Лермонтова. Первомайский округ № 111.
34. Перятинская, Валентина Наумовна, телятница Ждановского райспецхозобъединения Шемонаихинского района. Усть-Таловский округ № 112.

## Гурьевская область
1. Устимов, Владимир Николаевич, второй секретарь Гурьевского обкома Компартии Казахстана. Гурьевский округ № 113.
2. Чердабаев, Равиль Тажигариевич, первый секретарь Гурьевского горкома Компартии Казахстана. Гагаринский округ № 114.
3. Селиванов, Валерий Павлович, бригадир монтажников домостроительного комбината треста I «Гурьевнефтехимстрой». Нефтепроводный округ № 115.
4. Ёжиков-Бабаханов, Евгений Георгиевич, министр монтажных и специальных строительных работ Казахской ССР. Гурьевский заводской округ № 116.
5. Бибиков, Дмитрий Ростиславович, заведующий Отделом пропаганды и агитации ЦК Компартии Казахстана. Балыкшинский округ № 117.
6. Комаргалиев, Жолдыбай, звеньевой рыболовецкого колхоза имени Джамбула Балыкшинского района. Дамбинский округ № 118.
7. Таскинбаев, Есен, председатель исполкома Гурьевского областного Совета народных депутатов. Денгизский округ № 119.
8. Рахметова, Галия Сиражевна, полевод совхоза «Коптогай» Денгизского района. Кировский округ № 120.
9. Колосовская, Нина Иосифовна, машинист шахтных подъемных установок Индерской геологоразведочной экспедиции. Индерский округ № 121.
10. Казмагамбетов, Урынбасар, бригадир-наставник Комсомольске молодёжной овцеводческой бригады госплемзавода «Гурьевский» Кзылкогинского района. Кзылкогинский округ № 122.
11. Сактаганов, Аскар, машинист тепловоза локомотивного депо станции Макат. Макатский округ № 123.
12. Жумагазиева, Магрифа, оператор машинного доения совхоза «Тендыкский» Махамбетского района. Махамбетский округ № 124.
13. Ахметова, Манура Мергалиевна, заместитель Председателя Совета Министров Казахской ССР. Новобогатинский округ № 125.
14. Кубаева, Рысты, оператор цеха добычи нефти и газа нефтегазодобывающего управления «Кульсарынефть» Эмбинского района. Эмбинский округ № 126.

## Джамбулская область
1. Додонов, Юрий Ефимович, первый секретарь Джамбулского горкома Компартии Казахстана. Джамбулский — Октябрьский округ № 127.
2. Атабаев, Мухан Джумагалиевич, генеральный директор Джамбулского производственного объединения «Химпром». Джамбулский — Кировский округ № 128.
3. Белкова, Надежда Николаевна, штукатур-маляр строительного управления «Жилстрой» треста «Джамбулстрой». Джамбулский строительный округ № 129.
4. Драчкова, Лидия Григорьевна, аппаратчик цеха термической фосфорной кислоты Новоджамбулского фосфорного завода. Джамбулский — Туркестанский округ № 130.
5. Пущак, Галина Семеновна, бригадир стерженщиц Джамбулского завода тракторных запасных частей имени 60-летия СССР. Джамбулский — Фурмановский округ № 131.
6. Битинбаева, Роза Жолмашовна, заведующая отделением Джамбулской областной детской больницы. Джамбулский — Ждановский округ № 132.
7. Желтобрюхов, Николай Владимирович, машинист локомотивного депо Джамбулского отделения Алма-Атинской железной дороги. Джамбулский железнодорожный округ № 133.
8. Шаманаева, Надежда Николаевна, заготовщица верха обуви обувной фабрики Джамбулского производственного кожевенно-обувного объединения имени XXIII съезда КПСС. Джамбулский сахарозаводской округ № 134.
9. Байбекова, Кульзабира Заурбековна, свекловичница колхоза имени Крупской Джамбулского района. Ассинский округ № 135.
10. Мусралиев, Турсунхан Бейсебаевич, первый секретарь Джамбулского райкома Компартии Казахстана. Гродиковский округ № 136.
11. Жданова, Надежда Владимировна, картофелевод совхоза имени Карла Маркса Джувалинского района. Джуаалинский округ № 137.
12. Исаев, Борис Васильевич, председатель Комитета народного контроля Казахской ССР. Красногорский округ № 138.
13. Клочков, Юрий Алексеевич, второй секретарь Джамбулского обкома Компартии Казахстана. Курдайский округ № 139.
14. Манезов, Исмар Джинхунович, председатель правления колхоза «Коммунистический» Курдайского района. Аухаттинский округ № 140.
15. Абдраимова, Алмакуль, доярка колхоза «Восток» Луговского района. Луговской округ № 141.
16. Махамбеткулов, Жетписбай Сейткулович, механизатор колхоза имени Карла Маркса Луговского района. Акыртобинский округ № 142.
17. Саурамбаев, Ермек, первый секретарь Меркенского райкома Компартии Казахстана. Меркенский округ № 143.
18. Назарбаев, Нурсултан Абишевич, Председатель Совета Министров Казахской ССР. Костоганскмм округ № 144.
19. Тлеубердиев, Джумабек, старший чабан колхоза «Красный Восток» Меркенского района. Ойталский округ № 145.
20. Устибаев, Айдархан Ратханович, тракторист совхоза имени Амангельды Мойынкумского района. Мойынкумский округ № 146.
21. Нурмагамбетов, Сагадат Кожахметович, заместитель командующего войсками Краснознаменного Среднеазиатского военного округа. Сарысуский округ № 147.
22. Нурушев, Алмабек, заведующий Отделом химической промышленности ЦК Компартии Казахстана. Свердловский округ № 148.
23. Абишева, Алтын, звеньевая свекловодческого звена колхоза имени М. В. Фрунзе Свердловского района. Ровненский округ № 149.
24. Бекежанов, Дуйсетай, ответственный работник ЦК Компартии Казахстана. Таласский округ № 150.
25. Мурзагалиев, Гибадулла Мурзагалиевич, министр местной промышленности Казахской ССР. Новотроицкий округ № 151.
26. Онласынов, Серик Калмырзаевич, старший чабан совхоза имени Ленина Чуйского района. Ескичуйский округ № 152.
27. Альжанов, Тлеубай Муканович, начальник Всесоюзного производственного объединения «Союзфосфор». Жанатасский округ № 153.
28. Шарипов, Жапар, председатель исполкома Каратауского городского Совета народных депутатов. Каратауский округ № 154.
29. Аккозиев, Сеилхан, председатель исполкома Джамбулского областного Совета народных депутатов. Чуйский округ № 155.
30. Джерембаев, Ержепай Ишметович, министр плодоовощного хозяйства Казахской ССР. Кияктинский округ № 156.
31. Ибраев Омар Жомартович, старший чабан совхоза Алга 1 Чуйского района. Чуйский округ № 155

## Джезказганская область
1. Шмаглиенко, Наталья Геннадьевна, раскройщица закройного цеха Джезказганской трикотажной фабрики. Джезказганский округ № 157.
2. Урумов, Тамерлан Михайлович, директор Джезказганского горно-металлургического комбината. Кенгирский округ № 158.
3. Мейрамов, Уразалы, бригадир конверторщиков медеплавильного завода Джезказганского горно-металлургического комбината. Дворцовый округ № 159.
4. Неволина, Маргарита Маркеловна, рабочая Джезказганской геологоразведочной экспедиции. Школьный округ № 160.
5. Такежанов, Саук Темирбаевич, министр цветной металлургии Казахской ССР. Металлургический Округ № 161.
6. Назаренко, Александр Дмитриевич, водитель Балхашского автотранспортного предприятия. Балхашский округ № 162.
7. Абугалиев, Жунус Абугалиевич, первый секретарь Балхашского горкома Компартии Казахстана. Первомайский округ № 163.
8. Бейсенов, Саят Дюсенбаевич, министр бытового обслуживания населения Казахской ССР. Никольский округ № 164.
9. Маханов, Аскар, бригадир монтажников управления № 3 Джезказганского шахтостроительного треста. Горняцкий округ № 165. .
10. Жумабеков, Камза Бижанович, председатель исполкома Джезказганского областного Совета народных депутатов. Каражалский округ № 166.
11. Смольков, Николай Петрович, заведующий Отделом торговли и бытового обслуживания ЦК Компартии Казахстана. Агадырский округ № 167.
12. Сеилханов, Сеидгали, старший чабан совхоза «Коунрадский» Актогайского района. Актогайский округ № 168.
13. Сулейменова, Гулбану Толеновна, механизатор совхоза «Урожайный» Улытауского района. Джездинский округ № 169.
14. Ибраев, Нуртаза, второй секретарь Джезказганского обкома Компартии Казахстана. Жанааркинский округ № 170.
15. Тилипкина, Нина Егоровна, птичница Балхашской птицефабрики Приозерного района. Приозерный округ № 171.
16. Ковалёва, Татьяна Александровна, доярка племзавода «Красная поляна» Шетского района. Шетский округ № 172.
17. Ярмухамедов, Булат Хайрханович, военный комиссар Казахской ССР. Коктасский округ № 173.

## Карагандинская область
1. Андрейченко, Борис Емельянович, машинист электровоза локомотивного депо «Караганда» Карагандинского отделения Целинной железной дороги. Железнодорожный округ № 174,
2. Танцюра, Николай Дмитриевич, министр торговли Казахской ССР. Кировский округ № 175.
3. Устиновский, Михаил Михайлович, первый секретарь Карагандинского горкома Компартии Казахстана. Фурмановский округ № 176.
4. Мусалимов, Идеал Галиевич, председатель исполкома Карагандинского городского Совета народных депутатов. Новотихоновский округ № 177.
5. Игибаев, Жаныбай, бригадир горнорабочих очистного забоя шахты им. Т. Кузембаева производственного объединения по добыче угля «Карагандауголь». Ждановский округ № 178.
6. Бузуева, Галина Семеновна, маляр строительного управления № 1 «Отделстрой» треста «Карагандажилстрой». Карагандинской округ № 179.
7. Тымбаев, Бексултан Бекешович, министр пищевой промышленности Казахской ССР. Новогородской округ № 180.
8. Башмаков, Евгений Федорович, секретарь ЦК Компартии Казахстана. Ленинский округ № 181.
9. Вербозская, Анна Лаврентьевна, строгальщица машиностроительного завода имени Пархоменко объединения «Карагандагормаш». Менделеевский округ № 182.
10. Кузнецов, Николай Алексеевич, начальник Казахского управления гражданской авиации. Комсомольский округ № 183.
11. Аппельганц, Мария Леонтьевна, крановщица Карагандинского завода отопительного оборудования имени 50-летия СССР. Октябрьский округ № 184.
12. Елемисов, Галим Бажимович, прокурор Казахской ССР. Новомайкудукский округ № 185.
13. Джомартов, Абдразак Чаушенович, министр лёгкой промышленности Казахской ССР. Майкудукский округ № 186.
14. Коновалова, Галина Павловна, старший продавец объединения «Продтовары» Октябрьского района. Амангельдинский округ № 187.
15. Айтбаева, Зейнегайн Кульмагамбетовна, участковый врач-педиатр городской детской больницы № 3 г. Караганды. Горьковский округ № 188.
16. Арыстанбекова, Акмарал Хайдаровна, председатель президиума Казахского общества дружбы и культурной связи с зарубежными странами. Горбачевский округ № 189.
17. Темирбеков, Садуахас, заведующий Отделом науки и учебных заведений ЦК Компартии Казахстана. Юго-Восточный округ № 190.
18. Рузанова, Валентина Александровна, рабочая Карагандинской обувной фабрики. Советский округ № 191.
19. Вторыгина, Людмила Евгеньевна, электросварщик производственно-ремонтного предпривтия «Центрказэнергоремонт». Михайловский округ № 192.
20. Куликова, Татьяна Васильевна, швея-мотористка Абайской швейной фабрики. Абайский округ № 193.
21. Шаймарданов, Масугут, председатель Карагандинского областного Совета профессиональных союзов. Строительный округ № 194.
22. Березина, Елена Александровна, прессовщик-вулканизаторщик Карагандинского завода резиновых технических изделий. Саранский округ № 195.
23. Устинов, Альберт Александрович, редактор газеты «Казахстанская правда». Горняцкий округ № 196.
24. Ивашкина, Лариса Ивановна, арматурщица завода железобетонных изделий треста «Казметаллургстрой». Темиртауский округ № 197.
25. Рябов, Борис Дмитриевич, управляющий Казахской республиканской конторой Госбанка СССР. Заводской округ № 198.
26. Калмагамбетов, Жалел Шубаевич, второй секретарь Карагандинского обкома Компартии Казахстана. Комсомольский округ № 199
27. Акбиев, Махмут Акбиевич, директор Карагандинского металлургического комбината. Пролетарский округ № 200.
28. Дрожжин, Сергей Васильевич, старший вальцовщик листопрокатного цеха № 2 Карагандинского металлургического комбината. Металлургический округ № 201
29. Стринжа, Виктор Матвеевич, первый секретарь Темиртауского горкома Компартий Казахстана. Соцгородской округ № 202.
30. Нугманова, Галина Жамантаевна, исполкома Актауского поселкового	Совета народных депутатов Гагаринского район. Энергетический округ № 203.
31. Косой, Анатолий Григорьевич, генеральный ректор производственного объединения «Карагандацемент». Актаускии округ № 204.
32. Литман, Райнгольд Эмильянович, бригадир проходчиков шахты имени Ленина производственного объединения по добыче угля «Карагандауголь». Шахтинский округ № 205.
33. Дрижд, Николай Александрович, генеральный директор производственного объединения по добыче угля «Карагандауголь». Шаханскии округ № 206.
34. Кожабаев, Иргебай, старший чабан совхоза «40 лет Казахстана» Егиндыбулакского района. Егиндыбулакский округ № 207.
35. Кожахметов, Султанбек Мырзахметович, вице-президент Академии наук Казахской ССР. Каркаралинский округ № 208.
36. Смешко, Зоя Александровна, мастер теплиц совхоза имени 60-летия СССР Мичуринского района. Мичуринский округ № 209.
37. Сосова, Мария Антоновна, оператор машинного доения совхоза «Трудовой» молодёжного района. Молодёжный округ № 210.
38. Бушуева, Любовь Владимировна, механизатор молочнотоварной фермы совхоза «Киевский» Нуринского района. Нуринский округ № 211.
39. Иванова, Анна Ильинична, первый секретарь Осакаровского райкома Компартии Казахстана. Осакаровский округ № 212.
40. Инкарбаев, Зайкен, председатель исполкома Карагандинского областного Совета народных депутатов. Талдинский округ № 213.
41. Петрук, Людмила Ивановна, оператор совхоза-комплекса «Волынский» Тальманского района. Тельманский округ № 214.
42. Ветцель, Валентина Дмитриевна, доярка совхоза «Победа» Ульяновского района. Ульяновский округ № 215.

## Кзыл-Ординская область
1. Красносельский, Николай Федорович, заведующий Отделом строительства и городского хозяйства ЦК Компартии Казахстана. Кзыл-Ординский железнодорожный округ № 216.
2. Абдыкадырова, Жанылша Ахмуханбетовна, бригадир потока заготовочного цеха Кзыл-Ординской обувной фабрики. Кзыл-Ординский центральный округ № 217.
3. Голованова, Надежда Семеновна, заготовщица Кзыл-Ординской фабрики химчистки одежды, индпошива и ремонта обуви. Кзыл-Ординский — Придарьинский округ № 218.
4. Тайышова, Зинеш, бетонщица ПМК-13 треста «Кзылордасовхозстрой». Кзыл-Ординский восточный округ № 219.
5. Калиев, Идрис, председатель исполкома Кзыл-Ординского областного Совета народных депутатов. Аральский городской округ № 220.
6. Уалиев, Бодаш, первый секретарь Аральского райкома Компартии Казахстана. Аральский сельский округ № 221.
7. Еспанов, Узак, директор совхоза имени Ленинского комсомола Казахстана Джалагашского района. Джалагашский округ № 222.
8. Искендиров, Кобейсин Сахмевич, скотник колхоза имени Г. Муратбаеаа Казалинского района. Казалинский округ № 223.
9. Саржанов, Кудайберген, министр рыбного хозяйства Казахской ССР. Новоказалинский округ № 224.
10. Ким, Николай Иванович, бригадир рисоводческой бригады колхоза «III Интернационал» Кармакчинского района. Кармакчинский округ № 225.
11. Рустемов, Арыстан, старший чабан совхоза имени Амамгельды Сырдарьинского района. Сырдарьинский округ № 226.
12. Балахметов, Кожахмет Балахметович, министр просвещения Казахской ССР. Тасбугетский округ № 227.
13. Синаева, Бексулу, рисовод совхоза «Чиркейлийский» Теренозекского района. Теренозекский округ № 228.
14. Турсунова, Калияш Диновна, учительница средней школы № 148 села «Гигант» Чиилийского района. Чиилийский округ № 229.
15. Таспамбетова, Жадыра Есеновна, механизатор совхоза «Теликоль» Чиилийского района. Байгакумский округ № 230.
16. Кыстаубаева, Азия, механизатор совхоза «Сунак-Атинский» Яныкурганского района, Яныкурганский округ № 231.
17. Гончаров, Виктор Александрович, начальник Главного управления по ирригации и строительству рисосеющих совхозов Министерства мелиорации и водного хозяйства СССР. Тогускенский округ № 232.
18. Голубенко, Виктор Михайлович, второй секретарь Кзыл-Ординского обкома Компартии Казахстана. Ленинский округ № 233.
19. Жуков, Юрий Аверкиевич, военнослужащий. Калининский округ № 234.

## Кокчетавская область
1. Возчок, Лидия Михайловна, штукатур-маляр строительно-монтажного управления «Отделстрой» треста «Кокчетавстрой». Кокчетавский округ № 235.
2. Тарасевич, Владимир Владимирович, фрезеровщик Кокчетавского приборостроительного завода. Кировский округ № 236.
3. Макиевский, Николай Михайлович, министр строительства предприятий тяжёлой индустрии Казахской ССР. Комсомольский округ № 237.
4. Бахмут, Александр Андреевич, тракторист совхоза «Константиновский» Арыкбалыкского района Арыкбалыкский округ № 238.	Г
5. Жумадилов, Съезбек Шиликбаевич, старший чабан совхоза «Чапаевский» Валихановского района. Валихановский округ № 239.
6. Зуб, Василий Никифорович, второй секретарь Кокчетавского обкома Компартии Казахстана Володарский округ № 240.
7. Висман, Мария Яковлевна, доярка совхоза «Булукский» Володарскойго района. Сырымбетский округ № 241.
8. Айтхожин, Ельтай Зейнельгабиденович, первый секретарь Зерендинского райкома Компартии Казахстана. Зерендинский округ № 242
9. Дерепа, Эдуард Францевич, тракторист колхоза «Авангард» Келлеровского района. Келлеровский округ № 243.
10. Абдрахимова, Дина Ергазиевна, министр социального обеспечения Казахской ССР Кзылтуский округ № 244.
11. Мухамед-Рахимов, Тауфик Галеевич, заместитель Председателя Совета Министров Казахской ССР, председатель Государственного планового комитета Казахской ССР. Красноярский округ № 245.
12. Жумагулова, Орынбаса Каскырбаевна, скотник Красноармейского райспецхозобъединения. Красноармейский городской округ № 246.
13. Денисова, Зинаида Ильинична, телятница совхза «Кантемировец» Красноармейского района. Красноармейский сельский округ № 247.
14. Мамбетов, Азербайджан, главный режиссёр директор Казахского государственного академического театра драмы им. М. О. Ауэзова. Куйбышевский округ № 248.
15. Моисеенко, Виктор Иванович, председатель исполкома Кокчетавского областного Совета народных депутатов. Ленинградский округ № 249.
16. Ташмаков, Турар Искакович, шофер Талшикского автотранспортного предприятия Ленинского района. Ленинский округ № 250.
17. Елубекова, Аклима Какеновна, трактористка Рузаевского райспецхозобъединения. Рузаевский округ № 251.
18. Муронцева, Любовь Алексеевна, свинарка совхоза «Тахтабродский» Чистопольского района. Чистопольский округ № 252.
19. Чжен, Моисей Алексеевич, начальник управления сельского хозяйства Кокчетавского облисполкома. Чкаловский округ № 253.
20. Самсонова, Валентина Ивановна, швея Шучинского горбыткомбината. Щучинский городской округ № 254.
21. Чернышёв, Александр Иванович, министр жилищно-коммунального хозяйства Казахской ССР. Боровской округ № 255.
22. Шевченко, Николай Александрович, Первый секретарь Щучинского райкома Компартии Казахстана. Щучинский сельский округ № 256.
23. Смагулов, Казбек, бригадир тракторно-полеводческой бригады совхоза имени XXIII съезда КПСС Энбекшильдерского района. Энбекшильдерский округ № 257.

## Кустанайская область
1. Коротков, Анатолий Петрович, заместитель Председателя Совета Министров Казахской ССР Кустанайский — Ленинский округ № 258.
2. Банникова, Нина Семёновна, гребнечесальщица Кустанайского камвольно-суконного комбината имени XXIII съезда КПСС. Кустанайский — Калининский округ № 259.
3. Кальжанова, Айбарша Нуршановна, швея Кустанайской швейной фабрики «Большевичка». Кустанайский — Куйбышевский округ № 260.
4. Кузнецова, Валентина Михайловна (депутат), учительница средней школы № 8 г. Кустаная. Кустанайский — Джамбулский округ № 261.
5. Михайлов, Валентин Юрьевич, первый секретарь Кустанайского горкома Компартии Казахстана. Кустанайский — Бауманский округ № 262.
6. Кухлиев, Василий Фёдорович, первый заместитель председателя Комитета государственной безопасности Казахской ССР. Боровской округ № 263.
7. Кожевин, Иван Матвеевич, директор совхоза имени Ломоносова Боровского района. Ломоносовский округ № 264.
8. Пролеева, Галина Николаевна, трактористка Львовской сельскохозяйственной опытной станции Джетыгаринского района. Джетыгаринский сельский округ № 265.
9. Дорошко, Виктор Иванович, первый секретарь Камышнинского райкома Компартии Казахстана. Камышнинский округ № 266.
10. Кононов, Валерий Юрьевич, механизатор совхоза «Ленинский» Карасуского района. Карасуский округ № 267.
11. Акдавлетов, Амангельды Бикешевич, бригадир тракторно-полеводческой бригады Карабалыкской сельскохозяйственной опытной станции. Комсомольский округ № 268.
12. Гвоздев, Евгений Васильевич, вице-президент Академии наук Казахской ССР. Карабалыкский округ № 269.
13. Яуфман, Андрей Петрович, председатель исполкома Кустанайского районного Совета народных депутатов. Затобольский округ № 270.
14. Кузьмина, Алевтина Ивановна, доярка сояхоза «Краснопартизанский» Кустанайского района. Кустанайский сельский округ № 271.
15. Жараспаева, Айбаршин Жумашевна, трактористка совхоза имени Маяковского Кустанайского района. Убаганский округ № 272.
16. Бородин, Александр Дмитриевич, председатель Государственного комитета Казахской ССР по профессионально-техническому образованию. Ленинский округ № 273.
17. Мендыбаев, Марат Самиевич, исполняющий обязанности председателя исполкома Кустанайского областного Совета народных депутатов. Пресногорьковский округ № 274.
18. Сарафинюк, Анатолий Александрович, бригадир тракторно-полеводческой бригады совхоза имени Н. Г. Козлова Наурзумского района. Наурзумский округ № 275.
19. Тюлебеков, Касым Хажибаевич, второй секретарь Кустанайского обкома Компартии Казахстана. Орджоникидзевский округ № 276.
20. Статенин, Андрей Григорьевич, управляющий делами ЦК Компартии Казахстана. Семиозерный округ № 277.
21. Мукуев, Темиртек Шаймарденович, бригадир откормочной площадки совхоза «Москалевский» Семиозерного района. Сулыкольский округ № 278.
22. Ермилов, Николай Павлович, первый секретарь Тарановского райкома Компартии Казахстана. Тарановский округ № 279.
23. Полянчук, Евгения Максимовна, свинарка племсовхоза имени Б. Майлина Тарановского района. Апановский округ № 280.
24. Абдрахманов, Серик, первый секретарь ЦК ЛКСМ Казахстана. Урицкий округ № 281.
25. Дзюба, Любовь Васильевна, телятница совхоза имени Тимирязева Урицкого района. Барвиновский округ № 282.
26. Калюжный, Анатолий Михайлович, механизатор колхоза «Путь к коммунизму» Федоровского района. Федоровский округ № 283.
27. Климов, Борис Николаевич, первый секретарь Федоровского райкома Компартии Казахстана. Пешковский округ № 284.
28. Алдабергенов, Купжасар Капанович, бригадир машинистов экскаватора Соколовско-Сарбайского горно-обогатительного комбината имени Ленина. Рудненский округ № 285.
29. Онищенко, Александр Емельянович, директор Соколовско-Сарбайского горно-обогатительного комбината имени Ленина. Рудненский — Павловский округ № 286.
30. Бектемисов, Анет Иманакышевич, председатель Государственного комитета Казахской ССР по делам строительства. Рудненский индустриальный округ № 287.
31. Пузанова, Раиса Михайловна, крановщица завода крупных стеновых блоков треста «Железобетонстройдеталь», г. Рудный. Рудненский — Тобольский округ № 288.
32. Шрайнер, Людмила Леонидовна, регулировщица технологического оборудования обогатительной фабрики комбината «Кустанайасбест», г. Джетыгара. Джетыгаринский округ № 289
33. Лосева, Надежда Ивановна, штукатур-маляр строительного управления «Отделстрой» треста «Лисаковскрудстрой». Лисаковский округ № 290.

## Мангышлакская область
1. Арипов, Дюсемби, первый секретарь Бейнеуского райкома Компартии Казахстана. Бейнеуский округ № 291.
2. Мадинова, Замзагуль Удешовна, старший чабан совхоза имени Ералиева Ералиевского района. Ералиевский округ № 292.
3. Казаченко, Юрий Георгиевич, исполняющий обязанности председателя исполкома Мангышлакского областного Совета народных депутатов. Жетыбайский округ № 293.
4. Байжанов, Сабит Муканович, министр связи Казахской ССР. Мангистауский округ № 294.
5. Бекхожин, Абдрасеит, старший верблюдовод совхоза «Жана-жол» Мунайлинского района. Форт-Шевченковский округ № 295.
6. Маликова, Зоя Ханапиевна, оператор цеха подготовки и перекачки нефти нефтегазодобывающего управления «Узеньнефть» производственного объединения «Мангышлакмефть». Узенский округ № 296.
7. Дергачёв, Александр Алексеевич, генеральный директор производственного объединения «Мангышлакнефть». Нефтяной округ № 297.
8. Савченко, Владимир Георгиевич, второй секретарь Мангышлакского обкома Компартии Казахстана. Центральный округ М2 298.
9. Едильбаев, Ибрагим Баймуратович, заведующий отделом тяжёлой промышленности ЦК Компартии Казахстана. Прибрежный округ № 299.
10. Суханова, Елена Фёдоровна, лаборантка хим-анализа объединённой теплоэлектроцентрали № 1 Мангышлакского энергокомбината имени 60-летия СССР. Прикаспийский округ № 300.
11. Шаева, Ирина Александровна, аппаратчик завода пластических масс, г. Шевченко. Шевченковский округ № 301.
12. Середа, Анатолий Васильевич, бригадир слесари монтажников монтажно-строительного управления № 88 производственного объединения «Энергоспецмонтаж». Морской округ № 302.

## Павлодарская область
1. Бухтаров, Николай Иванович, судокорпусник Павлодарского судостроительно-судоремонтного завода. Павлодарский береговой округ № 303.
2. Турсынбаев, Даулен Серикпаевич, бригадир аппаратчиков. Павлодарский восточный округ № 304.
3. Шакиримов, Кабидулла Нурсинович, второй секретарь Павлодарского обкома Компартии Казахстана. Павлодарский железнодорожный округ № 305.
4. Шалугина, Зоя Васильевна, бригадир штукатуров маляров отделочного участка Павлодарского домостроительного комбината. Павлодарский — Калининский округ № 306.
5. Никифоров, Геннадий Алексеевич, первый секретарь Павлодарского горкома Компартии Казахстана. Павлодарский—Ленинский округ № 307.
6. Жёлтиков, Октябрь Иванович, заместитель Председателя Совета Министров Казахской ССР. Павлодарский Советский округ № 308.
7. Мукашева, Кунарь Иманбековна, аппаратчица химико-металлургического цеха Павлодарского алюминиевого завода имени 50-летия СССР. Павлодарский строительный округ № 309.
8. Лузянин, Юрий Алексеевич, генеральный дирек производственного объединения «Павлодарский тракторный завод имени В. И. Ленина» Тракторозаводской округ № 310.
9. Гриценко, Вера Михайловна, слесарь контрольнано-измерительных приборов Павлодарского нефтеперерабатывающего завода имени 60-летия СССР. Павлодарский центральный округ № 311.
10. Нажмиденов, Балтабай, первый секретарь Баянаульского райкома Компартии Казахстана. Баянаульский округ № 312.
11. Жеглов, Анатолий Николаевич, плавильщик Ермаковского завода ферросплавов имени XXIII съезда КПСС. Ермаковский округ № 313.
12. Семёнова, Галина Анатольевна, оператор цеха инкубации Павлодарской птицефабрики производственного объединения по птицеводству. Ермаковский сельский округ № 314.
13. Азаров, Михаил Фёдорович, механизатор совхоза «Урлютюбский» Железинского района. Железинский округ № 315.
14. Казыбаев, Какимжан Казыбаевич, секретарь ЦК Компартии Казахстана. Иртышский округ № 316.
15. Карибаева, Зауреш Ажбековна, доярка совхоза «Суворовский» Иртышского района. Суворовский округ № 317.
16. Жаныбеков, Казбек Сыздыкович, тракторист совхоза «Байгунус» Качирского района. Качирский округ № 318.
17. Чёрная, Нина Семёновна, телятница совхоза «Харьковский» Краснокутского района. Краснокутский округ № 319.
18. Серкебаев, Ермек Бекмухамедович, солист Казахского государственного академического театра оперы н балета имени Абая. Лебяжинский округ № 320.
19. Макышбаев, Кадыр, старший чабан совхоза имени С. М. Кирова Майского района. Майский округ № 321.
20. Акпаев, Аманча Сейсенович, председатель Комитета по физической культуре и спорту при Совете Министров Казахской ССР. Павлодарский сельский округ № 322.
21. Головащенко, Екатерина Тимофеевна, звеньевая овощеводческой бригады совхоза «Новочерноярский» Павлодарского района. Чернорецкий округ № 323.
22. Мырзашев, Рысбек, председатель исполкома Павлодарского областного Совета народных депутатов. Успенский округ № 324.
23. Поляков, Владимир Пантелеевич, председатель правления колхоза «Победа» Щербактинского района. Щербактинский округ № 325.
24. Казачков, Виктор Тихонович, министр энергетики и электрификации Казахской ССР. Экибастузский сельский округ № 326.
25. Куржей, Станислав Павлович, генеральный директор производственного объединения «Экибастузуголъ». Экибастузский горный округ № 327.
26. Темирбаев, Валерий Батаевич, первый секретарь Экибастузского горкома Компартии Казахстана. Экибастузский промышленный округ № 328
27. Иванова, Людмила Николаевна (депутат), машинист-обходчик котлотурбинного цеха Экибастузской ГРЭС-1. Энергетический округ № 329

## Северо-Казахстанская область
1. Саукова, Надежда Трофимовна, повар-бригадир столовой № 1 Петропавловского треста столовых и ресторанов. Центральный округ № 330.
2. Липовой, Александр Егорович, первый секретарь Петропавловского горкома Компартии Казахстана. Подгорный округ № 331.
3. Афонина, Надежда Ивановна, осмотрщик вагонов вагонного депо станции Петропавловск Южно-Уральской железной дороги. Железнодорожный округ № 332.
4. Язев, Александр Алексеевич, слесарь механо сборочных работ завода исполнительных механизмов г. Петропавловска. Заводской округ № 333.
5. Ефремов, Владимир Васильевич, директор механического завода имени Ленина г. Петропавловска. Промышленный округ № 334.
6. Шевелева, Анна Гавриловна, бригадир штукатуров-маляров домостроительного комбината г. Петропавловска. Строительный округ № 335.
7. Горбунова, Зоя Трофимовна, бригадир животноводческой бригады совхоза «Новокаменский» Бишкульского района. Ждановский округ № 336.
8. Морозова, Валентина Васильевна, трактористка совхоза «Молодежный» Булаевского района. Булаевский округ № 337.
9. Пингарев, Леонид Иванович, заведующий Отделом транспорта и связи ЦК Компартии Казахстана. Конюховский округ № 338.
10. Шашуро, Валентина Илларионовна, бригадир свинокомплекса совхоза «Карагандинский» Возвышенского района. Возвышенский округ № 339.
11. Калькенов, Куантай Рыскальдинович, шофер совхоза «Кайранкольский» Джамбулского района. Джамбулский округ № 340.
12. Лукьянченко, Надежда Константиновна, совхоза «Заречный» Ленинского района, Явленский округ № 341.
13. Айтова, Эля Филипповна, телятница совхоза «Становский» Мамлютского района. Мамлютский округ № 342.
14. Танкибаев, Жанша Абилгалиевич, председатель Государственного комитета Казахской ССР по материально-техническому снабжению. Московский округ № 343.
15. Болатбаев, Нель Адгамович, председатель исполкома Северо-Казахстанского областного Совета народных депутатов, Пресновский округ № 344.
16. Моор, Александр Александрович, механизатор совхоза «Афанасьевский» Сергеевского района, Сергеевский округ № 345.
17. Савченко, Владимир Арсентьевич, первый секретарь Советского райкома Компартии Казахстана. Советский округ № 346.
18. Стеценко, Василий Сидорович, главный агроном совхоза-техникума Северо-Казахстанской сельскохозяйственной опытной станции. Киялинский округ № 347.
19. Шакиров, Галим Шакирович, второй секретарь Северо-Казахстанского обкома Компартии Казахстана. Соколовский округ № 348.
20. Тобулбаев, Тайшабек Ахмеджанович, председатель исполкома Тимирязевского районного Совета народных депутатов. Тимирязевский округ № 349.
21. Бейсенов, Ораз Макаевич, министр промышленности строительных материалов Казахской ССР. Целинный округ № 350.

## Семипалатинская область
1. Ниханова, Алфия Жумагалиевна, бригадир основного производства производственного швейного объединения «Большевичка» г. Семипалатинска. Центральный округ № 351.
2. Шумило, Светлана Васильевна, маляр строительного управления «Отделстрой» производственного строительно-монтажного объединения «Семипалатинсктяжстрой». Береговой округ № 352.
3. Джаналинова, Орынтай Ахметовна, жиловщица колбасного завода Семипалатинского мясоконсервного комбината имени М. И. Калинина. Калининский округ № 353.
4. Бейсенбаев, Мураткан, старший машинист вращающихся печей Семипалатинского цементного завода имени 50-летия СССР. Левобережный округ № 354.
5. Атмачиди, Аким Иванович, директор Семипалатинского комбината сборного железобетона № 1. Комсомольский округ № 355.
6. Крикунова, Татьяна Владимировна, вязальщица Семипалатинской фабрики верхнего трикотажа имени 50-летия Октября. Заводозатонский округ № 356.
7. Нарибаев, Купжасар, министр высшего и среднего специального образования Казахской ССР. Железнодорожный округ № 357.
8. Ульянов, Николай Матвеевич, первый секретарь Семипалатинского горкома Компартии Казахстана. Привокзальный округ № 358.
9. Матаев, Хафиз, первый секретарь Абайского райкома Компартии Казахстана. Абайский округ № 359.
10. Демеубаев, Казбек, старший табунщик совхоза имени Амангельды Аксуатского района. Аксуатский округ № 360.
11. Ерёменко, Анатолий Семёнович, председатель исполкома Семипалатинского областного Совета народных депутатов. Аягузский сельский округ № 361.
12. Лобов, Владимир Николаевич, командующий войсками Краснознаменного Среднеазиатского военного округа. Аягузский городской округ № 362.
13. Савельев, Павел Васильевич, второй секретарь Семипалатинского обкома Компартии Казахстана. Бескарагайский округ № 363.
14. Козлова, Валентина Ивановна, доярка совхоза «Семеновский» Бескарагайского района. Семеновский округ № 364.
15. Чайжунусов, Маркен Жакиянович, заведующим Отделом культуры ЦК Компартии Казахстана. Бородулихинский округ № 365.
16. Танекеев, Сайдалим Нысанбаевич, председатель правления Союза потребительских обществ Казахской ССР. Новошульбинский округ № 366.
17. Дик, Татьяна Гавриловна, свинарка райспецхозобъединения «Приречное» Жанасемейского района. Жанасемейский округ № 367.
18. Танабаева, Гульбаршин, доярка колхоза имени Ленина Жармииского района. Жарминиский округ № 368.
19. Грязнов, Вячеслав Николаевич, военнослужащий. Жангизтобинский округ № 369.
20. Кыдырбекулы, Балгабек, редактор газеты «Социалистик Казахстан». Кокпектинский округ № 370.
21. Кажигулов, Кайртай, директор совхоза «Аркалдинский» Маканчинского района. Маканчинский округ № 371.
22. Саякупов, Куанышбай, механизатор совхоза «Тасбулак» Таскескенского района. Таскескенский округ № 372.
23. Изотов, Иван Николаевич, председатель правления колхоза «Юбилейный» Урджарского района. Урджарский округ № 373.
24. Кипшакбаев, Нариман, министр мелиорации и водного хозяйства Казахской ССР. Некрасовским округ № 374.
25. Акмалова, Кульжан Аспановна, старший чабан совхоза «Бельтерек» Чарского района. Чарский округ № 375.
26. Имангалиева, Турсын Муратовна, старший чабан совхоза «Чубартауский» Чубартауского района. Чубартауский округ № 376.

## Талды-Курганская область
1. Акылбаев, Кобес Акылбаевич, первый секретарь Талды-Курганского горкома Компартии Казахстана. Талды-Курганский округ № 377.
2. Копылова, Светлана Николаевна, учительница средней школы имени М. Горького г. Талды-Кургана. Талды-Курганский северный округ № 378.
3. Коломейцева, Нина Георгиевна, штукатур-маляр ПМК-2315 треста «Талдыкургансельстрой». Талды-Курганский южный округ № 379.
4. Айтбаев, Тойболган, табунщик совхоза имени Джансугурова Аксуского района. Аксуский округ № 380.
5. Данабекова, Сауле Мелисовна, свекловичница совхоза имени Ильича Алакульского района. Алакульский округ № 381.
6. Сальков, Николай Архипович, слесарь свекло-перерабатывающего цеха Алакульского сахарного завода. Бескольский округ № 382.
7. Трубина, Александра Викторовна, доярка колхоза имени Ватутина Андреевского района. Андреевский округ № 383.
8. Шляхов, Вениамин Петрович, заведующий Экономическим отделом ЦК Компартии Казахстана. Бурлютобинский округ № 384.
9. Джексембаева, Майра Абишевна, доярка совхоза «Калининский» Гвардейского района. Кугалинский округ № 385.
10. Баешев, Мажит, механизатор колхоза имени Абая Капельского района. Капельский округ № 386.
11. Гребенщиков, Алексей Степанович, первый секретарь Каратальского райкома Компартии Казахстана. Уштобинский округ № 387.
12. Гукасов, Эрик Христофорович, заместитель Председателя Совета Министров Казахской ССР. Каратальский округ № 388.
13. Курганский, Тимофей Михайлович, председатель исполкома Талды-Курганского областного Совета народных депутатов. Сарыозекский округ № 389.
14. Смаилов, Камал Сейтжанович, председатель Государственного комитета Казахской ССР по телевидению и радиовещанию. Кировский округ № 390.
15. Тамшибаева, Злиха Жанболатовна, директор совхоза «Енбекши» имени 60-летия СССР Кировского района. Мукринский округ № 391.
16. Умурзакова, Рашидам Ахваровна, птичница колхоза «40 лет Октября» Панфиловского района. Панфиловский округ № 392.
17. Бердигулова, Кулгайша, звеньевая кукурузоводческого звена колхоза «Уч-Арал» Панфиловского района. Бирликский округ № 393.
18. Головацкий, Николай Никитич, председатель правления колхоза «40 лет Октября» Панфиловского района. Коктальский округ № 394.
19. Арапов, Виктор Валентинович, поливальщик колхоза «Семиречье» Саркандского района. Саркандский округ № 395.
20. Марданова, Кульману Кадыровна, бригадир тракторной бригады совхоза «Кокузекский» Саркандского района. Черкасский округ № 396.
21. Чубов, Геннадий Тимофеевич, второй секретарь Талды-Курганского обкома Компартии Казахстана. Сахарозаводской округ № 397.
22. Кыбыжиков, Куралбек Джумабаевич, скотник колхоза имени Крупской Талды-Курганского района. Алдабергеновский округ № 398.
23. Измайлов, Валерий Афанасьевич, бригадир буровой бригады рудника «Текели» Текелийского свинцово-цинкового комбината имени 50-летия Октябрьской революции. Текелийский округ № 399.

## Тургайская область
1. Мейрамова, Зинат Спановна, бригадир маляров строительного управления «Отделстрой» треста «Тургайалюминстрой». Аркалыкский округ № 400.
2. Гребенюк, Василий Андреевич, первый заместитель Председателя Совета Министров Казахской ССР. Тургайский округ № 401.
3. Отеев, Кожамурат Тулеухамович, старший чабаи совхоза имени Иманова Амангельдинского района. Амангельдинский округ № 402.
4. Коротенко, Геннадий Николаевич, второй секретарь Тургайского обкома Компартии Казахстана. Амантогайский округ № 403.
5. Малахов, Борис Владимирович, директор совхоза имени 60-летия комсомола Аркалыкского района. Аркалыкский сельский округ № 404.
6. Мельник, Александр Васильевич, первый секретарь Державинского райкома Компартии Казахстана. Державинский округ № 405.
7. Зарицкий, Евгений Ерофеевич, председатель исполкома Тургайского областного Совета народных депутатов. Джангильдинский округ № 406.
8. Данияров, Тельман Комарович, первый секретарь Есильского райкома Компартии Казахстана. Есильский округ № 407.
9. Бояркина, Лилия Илларионовна, бригадир молочнотоварной фермы совхоза «Курский» Есильского района. Целинный округ № 408.
10. Беляев, Василий Андреевич, бригадир тракторно-полеводческой бригады совхоза имени 60-летия Советской Армии Жаксынского района. Жаксынский округ № 409.
11. Кощегулов, Рахимжан Мейрамбекович, учитель средней школы села Шалгай Жанадалинского района. Жанадалинский округ № 410.
12. Касымбекова, Бахыт, доярка совхоза имени Ленина Кийминского района. Киймииский округ № 411.
13. Исаншина, Надежда Леонидовна, свинарка совхоза «Октябрьский» Октябрьского района. Октябрьский округ № 412.

## Уральская область
1. Абрышева, Майра Беркингалиевна, швея-мотористка Уральской швейной фабрики имени К. Цеткин. Центральный округ № 413.
2. Панаев, Виктор Евгеньевич, бригадир фрезеровщиков завода имени К. Е. Ворошилова, г. Уральск. Ленинский округ № 414.
3. Рахмадиев, Еркегали, первый секретарь правления Союза композиторов Казахстана. Пушкинский округ № 415.
4. Кравченко, Вера Михайловна, электросварщица Уральского домостроительного комбината треста «Уральскпромстрой». Заводской округ № 416.
5. Беккер, Валентина Тимофеевна, учительница средней школы № 23 г. Уральска. Железнодорожный округ № 417.
6. Ережепов, Адилгерей, бригадир комплексной тракторно-полеводческой бригады совхоза «Енбекский» Акжаикского района. Акжаикский округ № 418.
7. Писуев, Александр Сергеевич, тракторист-комбайнер совхоза «Акбулакский» Бурлинского района. Бурлинский округ № 419.
8. Рыбников, Александр Петрович, заведующий Отделом сельского хозяйства и пищевой промышленности ЦК Компартии Казахстана. Джамбейтинский округ № 420.
9. Нургалиев, Адилгазы Нургазиевич, первый секретарь Джангалинского райкома Компартии Казахстана. Джангалинский округ № 421.
10. Шарафеддинов, Шынбай, председатель исполкома Урдинского районного Совета народных депутатов. Джаныбекский округ № 422.
11. Харькина, Вера Александровна, доярка колхоза «Путь к коммунизму» Зеленовского района. Зеленовский округ № 423.
12. Карбовский, Эдуард Семёнович, первый заместитель председателя Госплана Казахской ССР. Казталовский округ № 424.
13. Мажитова, Гульжу, директор совхоза «Красный маяк» Каменского района. Каменский округ № 425.
14. Усов, Михаил Иванович, председатель исполкома Уральского областного Совета народных депутатов. Каратобинский округ № 426.
15. Закладнова, Нина Зиновьевна, оператор батарейного цеха племптицесовхоза «Уральский» Приурального района. Приуральный округ № 427.
16. Масенов, Аигали, старший скотник совхоза «Котельниковский» Тайпакского района. Тайпакский округ № 428.
17. Мисюрин, Юрий Васильевич, шофер совхоза «Чаганский» Теректинского района. Теректинский округ № 429.
18. Кушалиева, Умит Хамидолловна, старший чабан совхоза «Караузенский» Фурмановского района. Фурмановский округ № 430.
19. Алиев, Мухтар Алиевич, министр здравоохранения Казахской ССР. Чапаевский округ № 431.
20. Сидорова, Вера Васильевна, второй секретарь Уральского обкома Компартии Казахстана. Чиигирлауский округ № 432.

## Целиноградская область
1. Селянко, Тамара Иосифовна, заведующая отделением Целиноградской областной больницы. Целиноградский центральный округ № 433.
2. Сёмина, Лариса Николаевна, токарь завода «Целиноградсельмаш». Целиноградский заводской округ № 434.
3. Аманова, Галина Темиргалиевна, швея-мотористка фабрики имени М. Маметовой г. Целинограда. Целиноградский восточный округ № 435.
4. Осипенко, Василий Петрович, первый секретарь Целиноградского горкома Компартии Казахстана. Целиноградский вокзальный округ № 436.
5. Ибрагимов, Шавкат Шигабутдинович, вице-президент Академии наук Казахской ССР. Целиноградский железнодорожный округ № 437.
6. Чемелёв, Григорий Илларионович, бригадир каменщиков строительно-монтажного управления «Жилстрой» треста «Целиноградтяжстрой». Целиноградский северный округ № 438.
7. Егоров, Александр Михайлович, председатель Государственного комитета Казахской ССР по производственно-техническому обеспечению сельского хозяйства. Алексеевский округ № 439.
8. Бараев, Александр Иванович, директор Всесоюзного научно-исследовательского института зернового хозяйства. Кенесский округ № 440.
9. Бахарёв, Геннадий Фёдорович, бригадир тракторно-полеводческой бригады совхоза «Путь к коммунизму» Астраханского района. Астраханский округ № 441.
10. Карбаев, Кайреден, первый секретарь Атбасарского райкома Компартии Казахстана. Атбасарский сельский округ № 442.
11. Кузьмичёв, Сергей Валентинович, старший скотник совхоза «Приозерный» Балкашинского района. Балкашинский округ № 443.
12. Можейко, Анна Михайловна, птичница-оператор Вишневского производственного объединения по птицеводству имени 60-летия СССР. Вишневский округ № 444.
13. Каликов, Аманжол Каликович, председатель Партийной комиссии при ЦК Компартии Казахстана. Ермеитауский округ № 445.
14. Кунц, Лидия Самуиловна, оператор машинного доения совхоза «Еркеншиликский» Ерментауского района. Павловский округ № 446.
15. Платонова, Анна Михайловна, звеньевая свинотоварной фермы совхоза «Буревестник» Краснознаменского района. Краснознаменский округ № 447.
16. Бейсембекова, Таттыбала Жексенбековна, трактористка совхоза «Путь Ланина» Кургальджинского района. Кургальджинский округ № 448.
17. Мурзагалиев, Гимран Есешевич, управляющий Казахской республиканской конторой Стройбанка СССР. Малинский округ № 449.
18. Нурпеисов, Советхан Сейткалиевич, второй секретарь Целиноградского обкома Компартии Казахстана. Капитоновский округ № 450.
19. Дитюк, Владимир Аврамович, бригадир тракторно-полеводческой бригады совхоза «Колутонский» Мариновского района. Мариновский округ № 451.
20. Таукенов, Касым Аппасович, исполняющий обязанности председателя исполкома Целиноградского областного Совета народных депутатов. Селетинский округ № 452.
21. Сатанова, Шайза Жумадильдиновна, старший чабан совхоза «Баршинский» Тенгизского района. Тенгизский округ № 453.
22. Золотарёв, Евгений Михайлович, первый секретарь Целиноградского райкома Компартии Казахстана. Целиноградский сельский округ № 454.
23. Шарф, Иван Иванович, генеральный директор Целиноградского производственного объединения по птицеводству. Новоишимский округ № 455.
24. Нагорник, Василий Иванович, механизатор совхоза «Петровский» Шортандинского района. Шортаидииский округ № 456.
25. Урынбасаров, Гарифулла Нурттенович, проходчик шахты «Центральная» рудника Жолымбет комбината «Каззолото». Жолымбетский округ № 457.
26. Кадырова, Зауре Жусуповна, заместитель председателя исполкома Целиноградского областного Совета народных депутатов. Атбасарский городской округ № 458.
27. Коробейникова, Нина Сергеевна, штукатур-маляр Степногорского управления строительства. Городской округ № 459.
28. Мирошхин, Олег Семёнович, второй секретарь ЦК Компартии Казахстана. Строительный округ № 460.

## Чимкентская область
1. Борисов, Владимир Иванович (политик), первый секретарь Чимкентского горкома Компартии Казахстана. Чимкентский — Ждановский округ № 461.
2. Волков, Пётр Петрович, фрезеровщик Чимкентского производственного объединения по выпуску кузнечно-прессового оборудования. Чимкентский центральный округ № 462.
3. Зимненко, Людмила Константиновна, аппаратчица сернокислотного цеха Чимкентского свинцового завода имени М. И. Калинина. Чимкентский — Калининский округ № 463.
4. Большакова, Ольга Петровна, участковый врач-педиатр Центральной детской поликлиники Чимкентского детского медобъединения № 1. Чимкентский — Ленинский округ № 464.
5. Сарсенова, Шырынкуль, швея Чимкентской швейной фабрики «Восход». Чимкентский Амангельдинский округ № 465.
6. Смирнова, Людмила Фёдоровна, бригадир почтальонов Чимкентского почтамта. Чимкентский — Бадамский округ № 466.
7. Литвинова, Наталья Михайловна, штукатур строительного управления «Отделстрой» треста «Чимкентстрой». Чимкентский — Коммунистический округ № 467.
8. Бекболатова, Кнакуль Тлемисовна, оператор цеха технологических поточных систем производственного объединения «Чимкентшина». Чимкентский — Жандарбековский округ № 468.
9. Ивина, Ольга Владимировна, штукатур-маляр строительного управления «Нефтестрой» треста «Чимкентпромстрой». Чимкентский — Комсомольский округ № 469.
10. Новиков, Фёдор Афанасьевич, министр мясной и молочной промышленности Казахской ССР. Чимкентский железнодорожный округ № 470.
11. Бацула, Александр Ефимович, министр финансов Казахской ССР. Кантагинский округ № 471.
12. Мауленкулов, Сак Мауленкулович, директор Ачисайского полиметаллического комбината, г. Кентау. Кентауский округ № 472.
13. Мотякин, Владимир Владимирович, токарь-карусельщик Кентауского экскаваторного завода. Октябрьский округ № 473.
14. Айтмухамбетов, Тамас Калмухамбетович, председатель Верховного суда Казахской ССР. Арысский округ № 474.
15. Таджибаева, Таттикыз, швея-мотористка швейной фабрики «Луч» Ленгерского района. Ленгерский округ № 475.
16. Андарова, Людмила Андреевна, крановщица Туркестанского комбината строительных деталей и конструкций. Туркестанский округ №.476.
17. Примашева, Роза Баишевна, аппаратчица Туркестанского завода кормовых антибиотиков. Туркестанский железнодорожный округ № 477.
18. Абиханов, Шырынхан, шофер Чаяеовского автотранспортного предприятия Алгабасского района. Алгабасский округ № 478.
19. Сатмурзаев, Атабек, механизатор совхоза «Красная нива» Алгабасского района. Глинковский округ № 479.
20. Отызбаева, Жанылхан, оператор свинотоварной фермы совхоза имени 60 летия ВЛКСМ Бугунского района. Бугунский округ № 480.
21. Джандосов, Санджар Уразович, председатель исполкома Чимкентского областного Совета народных депутатов. Караспанский округ № 481.
22. Исиналиев, Михаил Иванович, министр иностранных дел Казахской ССР. Тельманский округ № 482.
23. Пирожников, Геннадий Иванович, заведующим Отделом сельскохозяйственного машиностроения ЦК Компартии Казахстана. Джетысайский округ № 483.
24. Сауырбаева, Жумакул, бригадир хлопководческой бригады совхоза «Джетысайский» Джетысайского района. Интернациональный округ № 484.
25. Лесова, Жумагул, бригадир хлопководческой бригады совхоза имени Чапаева Келесского района. Абайский округ № 485.
26. Мырзакулов, Ермек, бригадир виноградарской бригады совхоза «Коммуна» Келесского района. Келесский округ № 486.
27. Туребеков, Бекболат, бригадир кукурузоводческой бригады совхоза имени 60-летия СССР Кзылкумского района. Кзылкумский округ № 487.
28. Саудабаев, Канат Бекмурзаевич, председатель Государственного комитета Казахской ССР по кинематографии. Кировский округ № 488.
29. Мырзахасов, Керимхан Уалханович, механизатор совхоза «Махталы» Кировского районе. Первомайский округ № 489.
30. Зиябекова, Зина, доярка совхоза «Первомайский» Леигерского района. Александровский округ № 490.
31. Сулейбекова, Кзылкуль, телятница колхоза имени С. Сейфуллмиа Ленгерского район. Георгиевский округ № 491.
32. Кунамбаева, Каракоз, старший чабан колхоза имени Карла Маркса Ленинского района. Ленинский округ № 492.
33. Бекбулатов, Шамиль Хайруллович, министр автомобильных дорог Казахской ССР. Фогелевский округ № 493.
34. Дуйсенов, Саген Тлесович, начальник Казахского республиканского управление по гидрометеорологии и контролю природной среды. Слевянский округ № 494.
35. Ибрагимов, Косей, директор совхоза-техникума «Пахтаарал» Пахтааральского района. Пахтааральский округ № 495.
36. Савранова, Ольга Николаевна, овощевод тепличного комбинате колхоза «Победа» Сайрамского района. Беловодский округ № 496.
37. Елеукенов, Шериаздан Рустемович, председатель Государственного комитете Казахской ССР по делам издательств, полиграфии и книжной торговли. Карабулакский округ № 497.
38. Давлетов, Хидаят Давлетович, председатель правления колхоза «Манкент» Сайрамского района. Манкентский округ № 498.
39. Тулегенова, Бибигуль Ахметовна, солистка Казахского государственного академического театра оперы и балета имени Абая. Сайрамский округ № 499.
40. Николаев, Владимир Иванович (политик), второй секретарь Чимкентского обкома Компартии Казахстане Гоболииский округ № 500.
41. Сейджапаров, Нурлан Сейткулович, первый секретарь Сарыагачского райкома Компартии Казахстана. Сарыагачский округ № 501.
42. Жумасултанов, Тулеубай Жумасултанович, начальник Центрального статистического Управления Казахской ССР. Карл Марксский округ № 502.
43. Кодасов, Жанабек Курбанович, старший чабан совхоза «Жарты-Тобе» Сузакского района. Сузакский округ № 503.
44. Куппаев, Тулеген Байгужевич, заместитель Председателя Совет Министров Казахской ССР. Туркестанский сельский округ № 504.
45. Нуриддиyов, Аяжан, бригадир хлопководческой бригады колхоза «Победа» Туркестанского района. Фрунзенским округ № 505.
46. Абылаев, Айтымбек Смаилович, старший скотник колхоза имени Куйбышева Тюлькубасского района. Ванновский округ № 506.
47. Васильев, Геннадий Николаевич, первый секретарь Тюлькубасского райкома Компартии Казахстана. Вознесеновский округ № 507.
48. Дёмин, Борис Андреевич, заведующий Общим отделом ЦК Компартии Казахстана. Балыкшинский округ № 508.
49. Еркимбеков, Жексембек, министр культуры Казахской ССР. Чердаринский округ № 509.
50. Шакурова, Людмила Павловна, бригадир рисоводческой бригады совхоза «Восход» Чардаринского района. Комсомольский округ № 510. .